# Jacqueline Hewitt
Jacqueline Nina Hewitt (Washington, 4 settembre 1958) è un'astrofisica statunitense, tra le prime a scoprire un anello di Einstein. È membro della American Astronomical Society.

## Biografia
Hewitt è nata a Washington, D.C., nel settembre 1958, da Warren E. Hewitt, avvocato internazionale in pensione del Dipartimento di Stato, e Gertrud (Graedel) Hewitt.
Ha studiato inizialmente al Bryn Mawr College dove si è laureata in economia nel 1980. Durante il secondo anno ha frequentato un corso di astronomia allo Haverford College dove è stata incoraggiata a proseguire su questa strada. Ha poi continuato i suoi studi presso il Massachusetts Institute of Technology (MIT) dove ha capito che la fisica è la chiave per comprendere l'astronomia. Durante questi studi iniziò – con il professor Frank Ockenfels – a studiare le lenti gravitazionali utilizzando il radiotelescopio  VLA (Very Large Array).

## Carriera
Ha conseguito un dottorato in fisica nel 1986, ma alcune fonti indicano che l'ha ricevuto nel 1988, e ha continuato la ricerca al MIT come borsista post-dottorato dal 1986 al 1988. Qui è dove, analizzando i dati VLA, ha osservato la costellazione del Leone e ha identificato un anello di Einstein, osservandolo  per la prima volta più di cinquant'anni dopo la previsione della loro esistenza da parte di Albert Einstein. Gli anelli di Einstein sono importanti perché possono aiutare a rispondere a domande sulla dimensione e sul destino del nostro universo.
Al termine della borsa di studio post-dottorato ha effettuato un ulteriore anno di ricerca presso il Dipartimento di Scienze Astrofisiche dell'Università di Princeton, per poi diventare assistente professore di fisica al MIT nel 1993. Hewitt è anche la ricercatrice principale del gruppo di radioastronomia del laboratorio di ricerca di elettronica del MIT.  Nel giugno 2002 è diventata direttrice del MIT Kavli Institute for Astrophysicals & Space Research.

## Premi e riconoscimenti
Nel 1990, Hewitt ha vinto la borsa di studio della David and Lucile Packard Foundation. Per il suo lavoro sulle lenti gravitazionali, i suoi colleghi del MIT l'hanno nominata per il Premio Harold E. Edgerton 1995-1996. Nel 1995, per il suo lavoro nel campo della radioastronomia, Hewitt ha ricevuto il Maria Goeppert-Mayer Award e nel 1989 il Annie J. Cannon Award in Astronomy.
È stata eletta Legacy Fellow della American Astronomical Society nel 2020.

## Vita privata
Sposata dal 1988 con il fisico nucleare Robert P. Redwine (anche lui insegnante al MIT); la coppia ha due figli: Keith (1988) e Jonathan (1993).